# La Bastide-l'Évêque
La Bastide-l'Évêque é uma ex-comuna francesa na região administrativa de Occitânia, no departamento de Aveyron. Estendeu-se por uma área de 44,16 km². Em 2010 a comuna tinha 1 626 habitantes (densidade: 36,8 hab./km²).
Em 1 de janeiro de 2016 foi fundida com as comunas de Saint-Salvadou e Vabre-Tizac para a criação da nova comuna de Le Bas-Ségala.